# لودمیلا تروتسکو
لودمیلا تروتسکو (انگلیسی: Ludmila Trotsko؛ زادهٔ ۲۵ فوریهٔ ۱۹۶۵) بازیکن والیبال اهل اوکراین است.